# Studen
Studen es una comuna suiza del cantón de Berna, situada en el distrito administrativo del Seeland. Limita al norte con la comuna de Schwadernau, al este con Büetigen y Lyss, al sur con Worben y Jens, y al oeste con Aegerten.
Hasta el 31 de diciembre de 2009 situada en el distrito de Nidau.

## Sitios de interés
- La Fundación Saner expone una colección permanente de obras de arte, (Max Bill, Ferdinand Hodler, Cuno Amiet, entre otros) además de organizar exposiciones temporales.
- Ruinas de la estación romana Petinesca.
  - 58 ad JC
  - Protección de la ruta Aventicum (Avenches) hacia Solodurum (Soleura)
- El minigolf del restaurante Florida.

## Transporte
- Bus 74 Biel/Bienne - Lyss
- Línea ferroviaria BLS Berna - Biel/Bienne
- Autopista A6,  4 Studen